# Alligator Records
Alligator Records - американский независимый лейбл звукозаписи, специализирующийся на блюзе, в особенности на чикагском блюзе, созданный в 1971 году Брюсом Иглауэром.

## История лейбла
Лейбл был создан 23-летним сотрудником Jazz Record Mart Брюсом Иглауэром. Компания Jazz Record Mart принадлежала владельцу Delmark Records Бобу Кёстеру, который, несмотря на уговоры Иглауэра, отказался записать и выпустить альбом Hound Dog Taylor & The HouseRockers. Иглауэр, собрав все свои сбережения в виде 2 500 долларов наследства, отправился в 1971 году с Хаунд Догом Тейлором в студию «Sound Studios» в Чикаго, где два вечера записывался напрямую на двухдорожечный магнитофон, сводя альбом по мере записи. Для выпуска альбома необходим было создать компанию, и Иглауэр учредил Alligator Records — специально для выпуска одного альбома . На оставшиеся деньги Иглауэр отпечатал 1000 альбомов, погрузил их в багажник своего Dodge Dart, и отправился по стране, предлагая пластинки Hound Dog Taylor and the HouseRockers диджеям на каждой радиостанции. Как вспоминал сам Иглауэр, ему повезло с моментом расцвета так называемых радиостанций прогрессивного рока, которые иногда запускали блюз в эфир: «Годами ранее они бы крутили эти пластинки, но станций такого формата было бы недостаточно. Пару лет спустя станции уже никогда не крутили бы чернокожих исполнителей средних лет. Они крутили молодых белых парней»  Благодаря активной ротации на радио, Иглауэр смог найти дистрибьюторов для альбома на большинстве основных рынков страны. За первый год в США было продано 9 000 копий альбома, что было неслыханно для блюзовой пластинки от независимого лейбла и позволило продолжить деятельность фирмы (впоследствии всего альбом был продан в количестве более 100 000 копий) 
Второй альбом Alligator Records вышел в 1972 году, его записали Биг Уолтер Хортон и Кэри Белл, третьим стал альбом 1973 года Сона Силса. Финансы лейбла позволяли выпускать лишь по одному альбому в год, штаб-квартира лейбла была в небольшой квартире Иглауэра, а штат компании состоял из самого владельца. Хорошим толчком к развитию лейбла послужил контракт с Коко Тейлор, которая в 1975 году выпустила на Alligator свой дебютный альбом. Этот альбом позволил лейблу переехать в старый трёхэтажный дом и нанять первого сотрудника. Важной вехой в истории лейбла стал выпуск серии Living Chicago Blues, начавшийся в 1978 году и состоящий из шести альбомов-сборников записей различных чикагских блюзменов. Первый альбом серии в 1978 году получил номинацию на Грэмми, а Rolling Stone назвал серию альбомов «окончательной коллекцией современного блюза» . В том же году с лейблом подписал контракт Альберт Коллинз, став первым исполнителем лейбла не из Чикаго и первым же исполнителем лейбла с уже имеющимся именем и репутацией. По словам Иглауэра «Благодаря Альберту Коллинзу СМИ восприняли Alligator, имеющий всего 16 альбомов в своем каталоге, как крупный блюзовый лейбл» .
После нескольких номинаций, Alligator Records в 1982 году выиграл свою первую премию Грэмми за релиз пионера зайдеко Клифтона Шенье I'm Here!. В течение 1980-х к лейблу присоединились ещё несколько известных артистов, среди них например были Джонни Винтер и Стиви Рэй Вон. В 1985 году штаб-квартира Alligator переехала в отдельное здание рядом с домом Иглауэра, где она находится по сей день, успешно работая вплоть до сегодняшнего времени, имея в штате постоянных 14 сотрудников. 
В 2021 году Alligator Records подписала соглашение о партнёрстве с Exceleration Music, компанией, предоставляющей услуги по продвижению независимых лейблов, и юридически компания Alligator Records, LLC стала резидентом округа Кент, Делавэр (Alligator Records & Artists Management, INC осталась в Чикаго)  
В 1970-х и 1980-х годах компания выпускала виниловые пластинки и кассеты, в середине 1980-х Alligator стал первой блюзовой компанией, выпустившей компакт-диски, а в 1990-х стал одним из первых лейблов, открывших собственный веб-сайт. 
Записи лейбла получили в общей сложности 48 номинаций на премию Грэмми и три премии Грэмми. Артисты  Alligator Records и их музыка удостоены более 150 премий Blues Music Awards и более 70 премий Living Blues Awards . В честь полувекового юбилея компании, 18 июня 2021 года мэр Чикаго официально объявила «Днём Alligator Records» и в этот же день вышел альбом Alligator Records «50 Years Of Genuine Houserockin' Music». 18 сентября 2021 года мэр объявила «Днём Брюса Иглауэра».
The New York Times: «С мощным, но лаконичным продакшном Alligator улавливает блюз, сливаясь с соулом, роком, госпелом, кантри и зайдеко, унося с собой боль любви. Alligator — ведущий лейбл блюзовой музыки, преуспевший там, где гиганты потерпели неудачу» .